# Maurya kangdingensis
Maurya kangdingensis är en insektsart som beskrevs av Yuan 1988. Maurya kangdingensis ingår i släktet Maurya och familjen hornstritar. Inga underarter finns listade i Catalogue of Life.